# Брдски брест
Брдски брест, горски или планински брест (Ulmus glabra). Данашњи научни назив врсте glabra, који значи гладак, дао је Хадсон 1762. године. Врста има велики број синонима, али сви су дати касније осим Линеовог campestris (пољски) који је био заједнички назив за више врста.

## Синоними
.

## Ареал
Карактеристичан  је  за  подручје  Европе,  Средоземља,  југозападне  Азије  и Кавказа. Код нас је распрострањен у брдском и планинском појасу у шумама Querco - Carpinetum, Fagetum submontanum, Fagetum montanum, Acereto – Fraxinetum и Abieto - Fagetum.

## Опис врсте
Једнодомо листопадно дрво до 40 m висине, са прсним пречником који понекад достиже 2 m. Круна широкоцилиндрична, отворена. Млади изданци снажни, фино чекињасто длакави, одозго црвенкастосмеђи, зелени одоздо. Плута се јавља веома ретко. Кора сива, касније и плиће пуца него код пољских брестова, плута је тања. Лисни пупољци су тупи, тамносмеђи, посути рђастим длачицама, 5-9 mm дуги.
Лист крупан, најшири у горњој половини, објајаст или елипсоидан, дуг 8-17 cm (код младих индивидуа и већи), широк 4-10 cm, са 13-20 пари нерава, на врху зашиљен, понекад трорежњевит, слабо асиметричне основе, грубо двоструко назубљен, лице сивкастозелено, веома рапаво, наличје маљаво. Лисна дршка око 1 cm дуга, често сакривена заобљеном половином основе листа, маљава.
Цветни пупољци велики, овалнојајасти, 9 mm дуги и 5 mm широки. Цветови се појављују крајем фебруара-почетком марта, пре листања. Цвасти компактне са седећим цветовима. Перигон са 5-6 режњева и истим бројем прашника, зелен је, по ободу црвенкаст, антере љубичасте. Тучак са црвеним дворежњевитим жигом.
Плод, пљосната крилата орашица, крупан, 2-2,5 cm дуг, елиптичан, јајаст или објајаст, го, зеленкаст. Семе у средини, вршни урез не допире до њега. Плодоношење у мају, непосредно пре или после олиставања.

## Култивари
. Грин (1964) га назива папратнолисним брестом (енгл. The Fernleaf Elm). Овај култивар се одликује спорим растом и висећим гранама. Листови су му уски, двострукоусечено зупчасти са искривљеним и уврнутим зупцима и великим бројем бочних нерава, лиска дуга 4-9 cm и 2-4 cm широка.

Фордов или ексетерски брест (The Ford или Exeter Elm) је култивар пронађен у  Ексетеру Енглеска 1823. године, и размножен у расаднику Форд. Култивар се одликује ускокупастом збијеном круном и усправним гранама. Листови су му мањи од исходног облика, широкообјајасти, дубоко и неправилно двоструко назубљени, нарочито у горњој половини, наборани са лица и уздужно уврнути.

Култивар откривен у Немачкој око 1885. године. Прво описан као златнобронзани, а касније као култивар са жутим листовима и зеленим гранчицама у пролеће. Лиска дуга 8-12 cm, а 5-8 cm широка, са 13-21 нервом на краћој половини лиске који се врло ретко гранају при врху. Дршка листа 5-6 mm дуга.
'Nana' ((Dipp.) Rehd.) Патуљаста форма са кратким гранама и ситним листовима откривена пре 1826. године. Округласти жбун до 2 m висок, веома спорог раста, око 50 cm за 10 година. Melville је сматра формом хибрида U. carpinifolia x glabra или формом U. x hollandica, док је Kruessmann наводи као култивар U. campestris (Green, 1964).
'Rubra' (Kruessmann (1962)) (syn: U. campestris rubra Simon-Louis (1869); U. rubra Loddiges ex Loudon (1938)) Унутрашња кора младих гранчица тамноцрвена. Листови дуги 5-7 cm и 3-4 cm широки, са 9-13 нерава на краћој половини који се понекад гранају. Лисна дршка дуга 6-8 mm.
‘Horizontalis’ ((Loddiges) Loudon  (1836)), (syn. ’Pendula’ (Anon.) висећи (жалосни) брдски брест основне гране хоризонталне, а младе гране дуге и повијене. Култивар је настао у расаднику Перт око 1816. </ref>.

## Значај
У хортикултури и пејзажној архитектури примењује се за садњу у великим вртовима и парковима, а његови културни таксони се користе за солитере и мање групе. Знатно је отпорнији према холандској болести од пољских брестова.